# Trisha Low
Trisha Low (* in New York) ist eine Autorin und Performerin.

## Werdegang
Trisha Low wurde in New York geboren, wuchs in Singapur auf und lebt in der East Bay in Kalifornien.  Sie schloss die University of Pennsylvania mit einem Bachelor ab und machte an der New York University ihren Master in Performance Studies. Mittlerweile lehrt sie im MFA-Programm am California College of the Arts und arbeitet als Chefredakteurin für den unabhängigen New Yorker Verlag Nightboat Books.
Sie ist Autorin der Bücher The Compleat Purge (2013) und Socialist Realism (2019). Zudem schreibt sie regelmäßig für diverse Publikationen wie Frieze, The Believer oder Art in America. Für ihr Schreiben wurde sie mehrfach ausgezeichnet.
Neben ihrer Arbeit als Autorin und Redakteurin ist sie Mitarbeiterin im SFMoMA's Open Space und Mitglied des Light Field Filmkollektivs.

## Werk
Lows Schreiben lässt sich als essayistisch bezeichnen und bewegt sich zwischen Kunstkritik, Memoir, Autotheory, Lyrik und narrativem Experiment.
In The Compleat Purge geht es um die Themen Identität, Körperpolitik und Selbstwahrnehmung, und das Buch beschäftigt sich mit der Art und Weise, wie diese Themen in der Gesellschaft, insbesondere in Bezug auf den weiblichen Körper und soziale Medien, dargestellt werden.
Socialist Realism, ein Essay in Buchlänge, ist eine Auseinandersetzung mit der Frage, wie man für das eigene Leben Rechenschaft ablegen und davon erzählen kann – und wo und wie ein Zuhause aussehen könnte. Low konfrontiert sich darin mit dem Problem, inwiefern das Streben nach einem erfüllten Leben überhaupt sinnvoll ist oder ob dieser Wunsch angesichts einer in Trümmern liegenden Welt nicht ohnehin zum Scheitern verurteilt ist.

## Auszeichnungen
- 2019 Believer Book Award in Nonfiction für Socialist Realism
- 2020 Lambda Literary Award for Bisexual Nonfiction für Socialist Realism

## Publikationen
- The Compleat Purge. Kenning Editions. Berkeley 2013. ISBN 978-0-9846475-5-2
- Socialist Realism. Coffee House Press. Minneapolis 2019. ISBN 978-1-56689-551-4
- Confessions. In: Craig Dworkin und Kenneth Goldsmith (Hrsg.): Against Expression: An Anthology of Conceptual Writing, Northwestern University Press, Evanston, 2011. ISBN 978-0-8101-2711-1

## Rezeption
Neben der Anerkennung, die Trisha Low durch die Preise erhielt, wurden ihre Bücher und Texte in zahlreichen Medien besprochen und diskutiert.

Tobias Carroll schreibt über The Compleat Purge: 
„a hybrid in the best sense of the word, bridging styles to get at something deeper; volleying out a series of cloaks to get at something much more essential.”
Diana Hamilton in Frieze über Socialist Realism: 
„Socialist Realism might itself be a parable, in that it dares the reader to interpret it too literally - mistaking the showing of a wound for vulnerability, or uncertainty about political or artistic effects for a lack of commitment - but I count myself among the believers.“